# Định lý trục quay song song
Định lý trục quay song song hay còn gọi là định lý Steiner-Huygens, định lý dời trục, công thức dời trục là định lý dùng để tính mômen quán tính của các vật nếu trục quay z không đi qua khối tâm của vật.

## Nội dung
Mômen quán tính của một vật rắn đối với một trục nào đó bằng mômen quán tính của vật rắn đối với trục song song đi qua khối tâm cộng với tích số của khối lượng vật rắn và bình phương khoảng cách giữa hai trục.

## Công thức

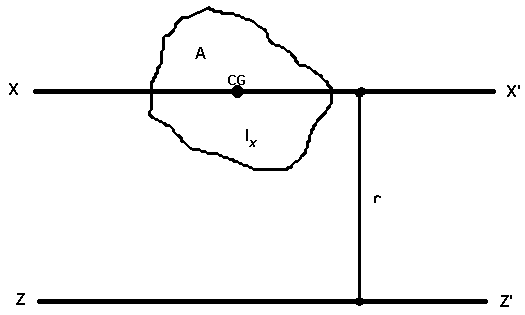
Định lý trục quay song song

Giả sử trục quay z đi qua điểm O của vật rắn A, còn trục thứ hai đi qua khối tâm G và giả sử hai trục này song song với nhau. Gọi r là khoảng cách giữa hai trục, có thể chứng minh được:
{\displaystyle I_{O}=I_{G}+mr^{2},}
Trong đó:
IO là mô men quán tính của vật đối với trục quay đi điểm O
IG là mô men quán tính của vật đối với trục quay đi qua khối tâm G
m là khối lượng của vật
Mômen quán tính của một vật rắn đối với một trục nào đó bằng mômen quán tính của vật rắn đối với trục song song đi qua khối tâm cộng với tích số của khối lượng vật rắn và bình phương khoảng cách giữa hai trục.